# Юджин Скалія
Юджин Скалія (англ. Eugene Scalia; нар. 14 серпня 1963, Колумбус, Огайо) — американський юрист, державний службовець.
Міністр праці США з 30 вересня 2019 року до 20 січня 2021.

## Біографія

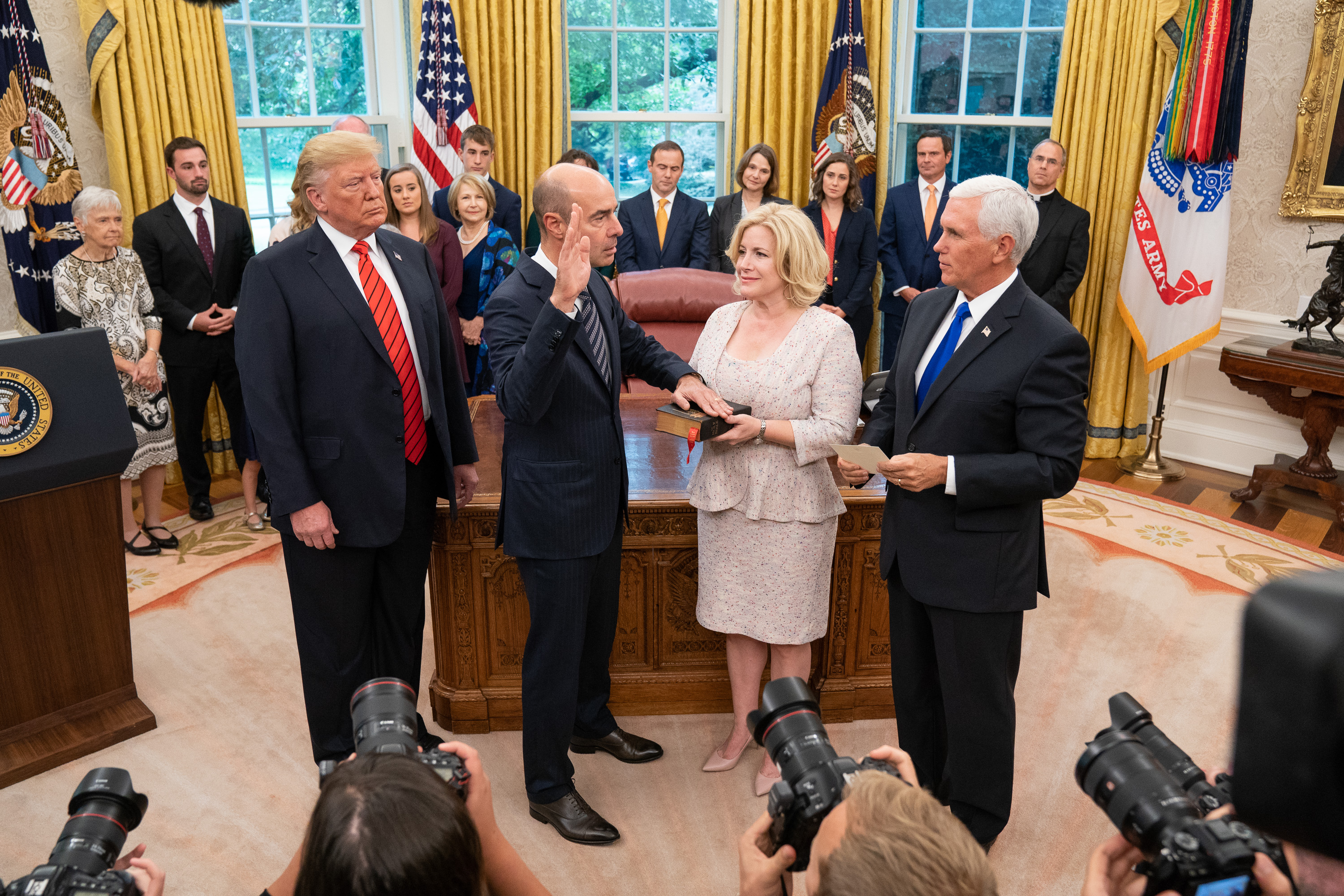
Скалія прийняв присягу в якості міністра праці

Батько — суддя Верховного суду США Антонін Скалія (1936—2016).
Закінчив Вірджинський університет, вивчав право в Університеті Чикаго. Працював у юридичній фірмі Gibson, Dunn & Crutcher, вів приватну практику у Вашингтоні та Лос-Анджелесі.
З 1985 до 1987 року він був помічником міністра освіти Вільяма Беннета. З 1992 до 1993 року — спеціальний помічник генерального прокурора Вільяма Барра.
З 2002 до 2003 року обіймав посаду соліситора Міністерства праці в адміністрації Джорджа Буша.
18 липня 2019 року Скалія був офіційно висунутий на посаду міністра праці президентом Дональдом Трампом. Кандидатура була затверджена Сенатом США 26 вересня 2019 року.
Одружений, батько сімох дітей.